# Вудли, Вик
Виктор Роберт Вудли (англ. Victor Robert Woodley; 26 февраля 1910, Слау, Беркшир — 23 октября 1978) — английский футболист, игравший на позиции вратаря, известен выступлениями за «Челси», «Дерби Каунти», а также за сборную Англии в конце 1930-х годов.

## Клубная карьера
Вудли был замечен скаутом клуба «Челси» во время своего выступления за клуб «Виндзор и Итон», в 1931 году подписал с лондонцами контракт, дебютировал в составе своего нового клуба в том же году В 1930-х годах «Челси» находился в хорошей игровой кондиции, партнерами Вудли по основному составу являлись Хью Галлахер, Алекс Джексон и Алек Чейн. Вудли отличался своей надежностью и вратарской интуицией, его игра было настолько стабильной что не позволила Джону Джексону, первому вратарю сборной Шотландии, вытеснить его из основного состава «Челси».
Вудли ненадолго возобновил свою игровую карьеру в «Челси» после Второй мировой войны, сыграв в их знаменитом товарищеском матче против советской команды, московского «Динамо», но вскоре после этого покинул Лондон и присоединился к составу клуба «Бат Сити» в качестве играющего тренера. В 1946 году после того как все вратари клуба «Дерби Каунти» были травмированы, он пополнил состав клуба и снова вернулся в Первый дивизион, сыграв еще 30 матчей в лиге.

## Карьера в сборной
Вудли сыграл 19 матчей за сборную Англии — что являлось рекордным показателем для того времени. В те два года которые он провел в составе сборной, его главными конкурентами за место в основного вратаря национальной сборной были Гарри Хиббс, Джордж Твиди и Фрэнк Свифт.
Вудли был членом сборной Англии, которая совершила поездку по нацистской Германии, он был одним из тех кто в 1938 году, выполнял гитлеровский салют перед матчем на Олимпийском стадионе Берлина. Его карьера в сборной была преждевременно завершена началом Второй мировой войны.
Умер в октябре 1978 года.